# 7-й танковий корпус (Третій Рейх)
7-й та́нковий ко́рпус (нім. VII. Panzerkorps) — танковий корпус Вермахту в роки Другої світової війни.

## Історія
VII-й танковий корпус був сформований 18 грудня 1944 з залишків розгромленого радянськими військами VII-го армійського корпусу та 49-ї піхотної дивізії.

## Райони бойових дій
- Східна Пруссія (грудень 1944 — лютий 1945);
- Західна Пруссія (лютий — травень 1945).

## Командування

### Командири
- генерал-лейтенант, з 1 березня 1945 генерал танкових військ Мортімер фон Кессель (нім. Mortimer von Kessel) (18 грудня 1944 — 8 травня 1945).

## Бойовий склад 7-го танкового корпусу
Формування управління, забезпечення та підтримки
- 407-ме артилерійське командування (Arko 407);
- 407-й корпусний батальйон зв'язку (Korps-Nachrichten-Abteilung 407);
- 407-ме управління корпусного постачання (Korps-Nachschubtruppen 407).

- 49-та піхотна дивізія (49. Infanterie-Division).

- Танко-гренадерська дивізія «Гроссдойчланд» (Panzergrenadier-Division "Großdeutschland");
- 24-та танкова дивізія (24. Panzer-Division);
- 18-та панцергренадерська дивізія (18. Panzergrenadier-Division);
- 23-тя піхотна дивізія (23. Infanterie-Division);
- 299-та піхотна дивізія (299. Infanterie-Division).

- 4-та поліційна гренадерська дивізія СС (4. SS-Polizei Panzergrenadier-Division);
- 7-ма танкова дивізія (7. Panzer-Division).

- 4-та поліційна гренадерська дивізія СС;
- 7-ма танкова дивізія;
- 32-га піхотна дивізія (32. Infanterie-Division);
- 83-тя піхотна дивізія (83. Infanterie-Division);
- 215-та піхотна дивізія (215. Infanterie-Division);
- 227-ма піхотна дивізія (227. Infanterie-Division);
- 251-ша піхотна дивізія (251. Infanterie-Division);
- Фортеця Готенхафен (Festung Gotenhafen).